# Justificativa para o estado
A justificativa do Estado é um tema central na teoria política, e sua compreensão varia entre diferentes ideologias e correntes de pensamento. A justificativa do Estado é o fundamento que sustenta a legitimidade da autoridade do governo sobre uma sociedade. Essa explicação não apenas aborda a razão pela qual o Estado deve existir, mas também delineia o papel que o governo deve desempenhar. Dessa forma, ela molda a visão de um Estado legítimo e influencia a percepção do que o governo pode ou não realizar.
Não existe uma justificativa única e universalmente aceita para o Estado. Enquanto os anarquistas questionam a necessidade do Estado, argumentando que as sociedades humanas prosperariam melhor sem essa estrutura, as diversas ideologias políticas apresentam suas próprias justificativas, criando visões distintas do que constitui um Estado legítimo. A perspectiva de uma pessoa sobre o papel do governo muitas vezes serve como a espinha dorsal de sua ideologia política, resultando em divergências de opinião em várias questões políticas que podem ser rastreadas até a justificação do Estado.  As constituições de diferentes países buscam codificar visões sobre os propósitos, poderes e formas de governo. No entanto, essas constituições frequentemente expressam esses princípios de maneira abstrata, deixando para leis, tribunais e ações específicas de políticos a tarefa de dar substância a esses conceitos. Em muitos casos, o discurso vago sobre os objetivos governamentais é traduzido em leis estatais específicas, estruturas burocráticas e ações de execução, moldando assim a operacionalização concreta desses princípios na prática governamental. Essa relação complexa entre a justificativa do Estado, ideologia política e implementação prática destaca a importância de compreender as raízes filosóficas e as implicações concretas desse conceito central na teoria política.

## Soberania transcendente e história
No contexto do feudalismo europeu, a preponderante justificação do Estado repousava na incipiente concepção do direito divino dos reis. Esta doutrina postulava que os monarcas derivavam sua autoridade diretamente de uma divindade, conferindo-lhes imunidade perante qualquer responsabilização por suas ações diante de instituições terrenas, como um parlamento. A legitimidade das terras sob jurisdição estatal estava intrinsecamente atrelada à posse pessoal do monarca. A confluência entre o direito divino e o princípio da primogenitura engendrou a teoria da monarquia hereditária nos estados-nação nos albores do período moderno, embora seja imperativo assinalar a necessidade de corroborar essas assertivas por meio de fontes acadêmicas. Contrastando com esse paradigma, o Sacro Império Romano não se encaixava na delimitação conceitual de Estado e não ostentava características de uma autêntica teocracia, mas sim de uma entidade federativa.
Na China feudal, as concepções políticas estavam permeadas pela noção do "mandato do céu". Paralelo à teoria do direito divino, essa perspectiva situava o governante em uma esfera divina, atuando como intermediário entre o Céu e a Terra. Divergindo, entretanto, do direito divino dos reis, essa teoria não presumia uma vinculação permanente entre uma dinastia e o Estado. Fundamental para essa doutrina era a premissa de que o governante mantinha o mandato do céu apenas ao prover uma administração eficaz. Caso contrário, o céu retiraria seu aval, e qualquer agente que restabelecesse a ordem seria investido com um novo mandato. Este é um exemplar de teocracia, onde tanto o poder quanto a sabedoria para governar são concebidos como concessões de uma entidade superior, sujeitas à revogação pelo próprio céu. Esse conceito apresenta notáveis similitudes com as ideias inculcadas na tradição judaico-cristã, desde a demanda de Israel por "um rei como as nações" até a declaração de Cristo de que as autoridades contemporâneas detinham poder porque Deus o outorgara a elas. Um exemplo bíblico ilustrativo reside na narrativa do rei Nabucodonosor, que, segundo o livro de Daniel, governou o império babilônico por designação divina. Contudo, ao se deificar, submeteu-se a uma existência bovina por sete anos. A restauração somente ocorreu quando ele reconheceu novamente Deus como o verdadeiro soberano. 
A noção e os tipos de justificativa para a existência do Estado ao longo da história humana são temas fundamentais na teoria política e refletem a diversidade de pensamento sobre a natureza e o propósito do governo. Diferentes correntes de pensamento ao longo dos séculos apresentaram diversas justificativas para a formação e a legitimidade do Estado. A noção de contrato social sugere que a formação do Estado é resultado de um acordo entre os indivíduos. Os membros da sociedade concordam em renunciar a certas liberdades em troca da proteção e benefícios proporcionados pelo governo. Exemplo: As teorias de filósofos como Thomas Hobbes, John Locke e Jean-Jacques Rousseau exploram diferentes facetas do contrato social. No Direito Divino dos Reis, a autoridade do Estado é fundamentada na vontade divina. Os governantes são vistos como escolhidos por Deus, e sua autoridade é legitimada por essa origem divina. Exemplo: No feudalismo europeu, a teoria do direito divino dos reis era prevalente, sustentando que os monarcas derivavam sua autoridade diretamente de Deus. O Utilitarismo é baseado na busca da maximização da felicidade e minimização do sofrimento, a justificativa utilitarista para o Estado argumenta que sua existência é necessária para garantir o bem-estar máximo da sociedade. Por exemplo, as ideias de Jeremy Bentham e John Stuart Mill contribuíram para a fundamentação utilitarista do Estado.
Em uma teocracia, a justificativa para o Estado reside na crença de que a autoridade política é divinamente ordenada. O governo é guiado por princípios religiosos e as leis são interpretadas a partir das escrituras sagradas. Exemplos: Regimes históricos como o do Antigo Egito, onde o faraó era considerado um intermediário entre os deuses e o povo. Presente na filosofia política chinesa, a ideia do Mandato do Céu argumenta que a autoridade do governante é legitimada pela aprovação celestial. Um líder perde o direito de governar se não mantiver a ordem e a justiça. Exemplo: A antiga China, onde a dinastia reinante era considerada como possuidora do Mandato do Céu. Durante o Iluminismo, filósofos como Montesquieu e Rousseau questionaram e reformularam as bases do governo, defendendo a ideia de que a existência do Estado deveria ser justificada pela razão e pelo bem comum. Exemplo: A influência dessas ideias na Revolução Francesa e em movimentos revolucionários em outros lugares.

## Glória cívica, contrato social e bens públicos
Na Itália renascentista, os teóricos contemporâneos viam o propósito principal das cidades-estado italianas menos abertamente monárquicas como a glória cívica.
No período do século XVIII, normalmente chamado de Iluminismo, desenvolveu-se uma nova justificação do Estado europeu. A teoria do contrato social de Jean-Jacques Rousseau afirma que os governos retiram o seu poder dos governados, do seu povo “soberano” (geralmente um determinado grupo étnico, e os limites do Estado são legitimados teoricamente como terras desse povo, embora isso muitas vezes não seja, raramente exactamente, caso), que nenhuma pessoa deve ter poder absoluto e que um Estado legítimo é aquele que satisfaz as necessidades e desejos dos seus cidadãos. Estas incluem a segurança, a paz, o desenvolvimento económico e a resolução de conflitos. Além disso, o contrato social exige que um indivíduo abra mão de alguns dos seus direitos naturais, a fim de manter a ordem social através do Estado de direito. Eventualmente, o direito divino dos reis caiu em desuso e esta ideia ascendeu; formou a base da democracia moderna.
Embora um sistema de mercado possa permitir que empresas com interesses próprios criem e distribuam muitos bens de forma óptima, existe uma classe de “bens colectivos” – ou “bens públicos” que não são produzidos adequadamente num sistema de mercado, tais como infra-estruturas ou serviços sociais. As forças de mercado podem não ser suficientes para incentivar indivíduos racionais a produzir adequadamente estes bens públicos; portanto, as instituições coercivas devem intervir e garantir a produção de tais bens públicos, seja assumindo a sua produção sob a alçada do Estado (por exemplo, a construção de estradas públicas) ou introduzindo forças de mercado para incentivar a sua produção no sector privado (por exemplo, fornecendo subsídios para veículos eléctricos).

## Ideologias políticas
É nessas questões que se podem encontrar as diferenças entre o conservadorismo, o socialismo, o liberalismo, o libertarianismo, o fascismo, especialmente este último, e outras ideologias políticas. Existem também duas ideologias – o anarquismo e o comunismo – que argumentam que a existência do Estado é, em última análise, injustificada e prejudicial. Por esta razão, o tipo de sociedade que pretendem estabelecer seria sem Estado. O anarquismo afirma que a comunidade daqueles que lutam para criar uma nova sociedade deve constituir ela própria uma sociedade sem Estado. O comunismo deseja substituir imediata ou eventualmente as comunidades, unidades e divisões que coisas como trabalho, dinheiro, câmbio, fronteiras, nações, governos, polícia, religião e raça criam pela comunidade universal possível quando essas coisas são substituídas.
O socialismo de estado afirma que o grau em que um estado é da classe trabalhadora é o grau em que ele luta contra o governo, a classe, o trabalho e o governo. O grau em que vence tal luta é considerado o grau em que é comunista em vez de capitalista, socialista ou estatal. O anarco-capitalismo argumenta que os impostos são roubo, que o governo e a comunidade empresarial cúmplices na governação são crime organizado e equivalem ao submundo do crime, e que a defesa da vida e da propriedade é apenas mais uma indústria, que deve ser privatizada. O anarco-comunismo e o anarco-coletivismo dizem que os impostos, sendo roubo, são apenas propriedade, o que também é roubo, e que o estado é inerentemente capitalista e nunca resultará numa transição para o comunismo, e diz que aqueles que lutam contra o capitalismo e o estado para produzir uma sociedade comunista já devem formar tal comunidade. No entanto, a maioria dos pontos de vista concorda que a existência de algum tipo de governo é moralmente justificada. O que eles discordam é sobre o papel adequado e a forma adequada desse governo. 
Existem várias maneiras de conceber as diferenças entre essas diferentes visões políticas. Por exemplo, poder-se-ia perguntar em que áreas o governo deveria ter jurisdição, até que ponto pode intervir nessas áreas, ou mesmo o que constitui intervenção em primeiro lugar. Pode-se dizer que algumas instituições existem apenas porque o governo fornece a estrutura para a sua existência; por exemplo, os marxistas argumentam que a instituição da propriedade privada só existe devido ao governo. O debate de intervenção pode ser enquadrado em termos de governo grande versus governo pequeno.